# Victorine Meurent in het kostuum van een espada
Victorine Meurent in het kostuum van een espada (Frans: Mlle V. en costume d'espada of Victorine Meurent en costume d'espada) is een schilderij van Édouard Manet uit 1862. Het was het eerste van een serie schilderijen die Manet zou maken met het stierenvechten als thema. Op de eerste Salon des Refusés in 1863 stelde Manet het werk samen met Le déjeuner sur l'herbe en Jongeman in het kostuum van een majo voor het eerst tentoon. Sinds 1929 maakt het deel uit van de collectie van het Metropolitan Museum of Art in New York.

## Voorstelling
In 1862 leerde Manet Victorine Meurent kennen, een 18-jarig model waarmee hij enige jaren veel zou samenwerken. In de eerste maanden na hun kennismaking schilderde hij haar al een aantal maal, onder andere in dit portret waar ze is verkleed als een stierenvechter (espada). Het is echter geen realistische afbeelding van een stierengevecht. Vrouwen traden immers niet op in de arena en Meurent houdt zowel het zwaard als de doek verkeerd vast. Ten slotte vallen ook haar schoenen erg uit de toon. De pose zou Manet ontleend kunnen hebben aan gravures van Marcantonio Raimondi naar het werk van Rafaël, maar door sommige auteurs worden ook andere bronnen genoemd. Opvallend is verder dat Manet een deel van het kostuum, dat hij via een Spaanse handelaar had gekregen, ook gebruikte in De Spaanse zanger en Jongeman in het kostuum van een majo.
De achtergrond van het schilderij is gebaseerd op het werk Goya, die een reeks etsen wijdde aan het stierenvechten, de Tauromachia. De verhouding tussen de voorgrond en de achtergrond en ook tussen de verschillende scènes op de achtergrond klopt echter niet. Het lijkt eerder op een montage van verschillende fragmenten, waardoor de achtergrond als een soort toneeldoek werkt. Sommige kenners zien in dit opzicht een verband met de Japanse prenten die in deze periode erg in zwang waren.
Manet bezocht Spanje pas voor het eerst in 1865. Uit de eerste hand kan hij dus geen kennis hebben gehad van het stierenvechten. Misschien liet hij zich inspireren door de werken over Spanje van Théophile Gautier en Prosper Mérimée. Hun publicaties hadden in Frankrijk een grote interesse in het Iberisch schiereiland teweeggebracht. Daarnaast zijn bij het ontstaan van het schilderij de foto's van ballerina's van belang geweest die in Manets tijd in Parijs circuleerden waarop de danseressen als stierenvechter poseerden.

## Herkomst
- januari 1872: Manet verkoopt het werk aan de kunsthandelaar Durand-Ruel voor 3.000 frank.
- 16 februari 1874: Jean-Baptiste Faure koopt het schilderij van Durand-Ruel voor 5.000 frank.
- 28 december 1898: terugverkocht aan Durand-Ruel voor 45.000 frank.
- 31 december 1898: verkocht aan Henry Osborne Havemeyer en zijn echtgenote, geboren Louisine Waldron Elder, New York voor 15.000 Amerikaanse dollar.
- 1929: nagelaten aan het Metropolitan Museum of Art.

## Afbeeldingen

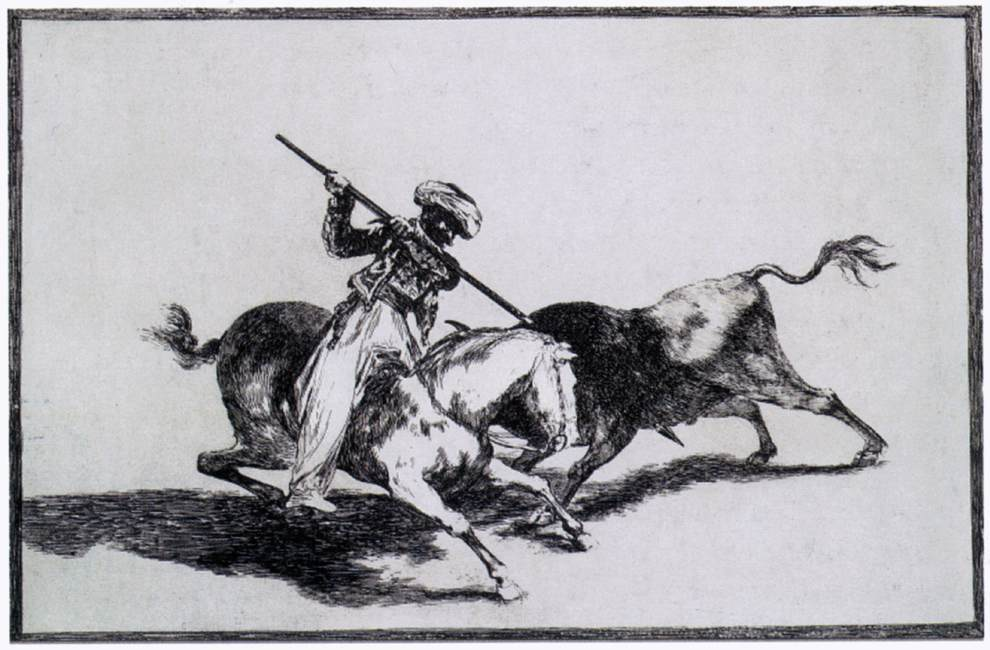
ets uit Goya's serie Tauromachia
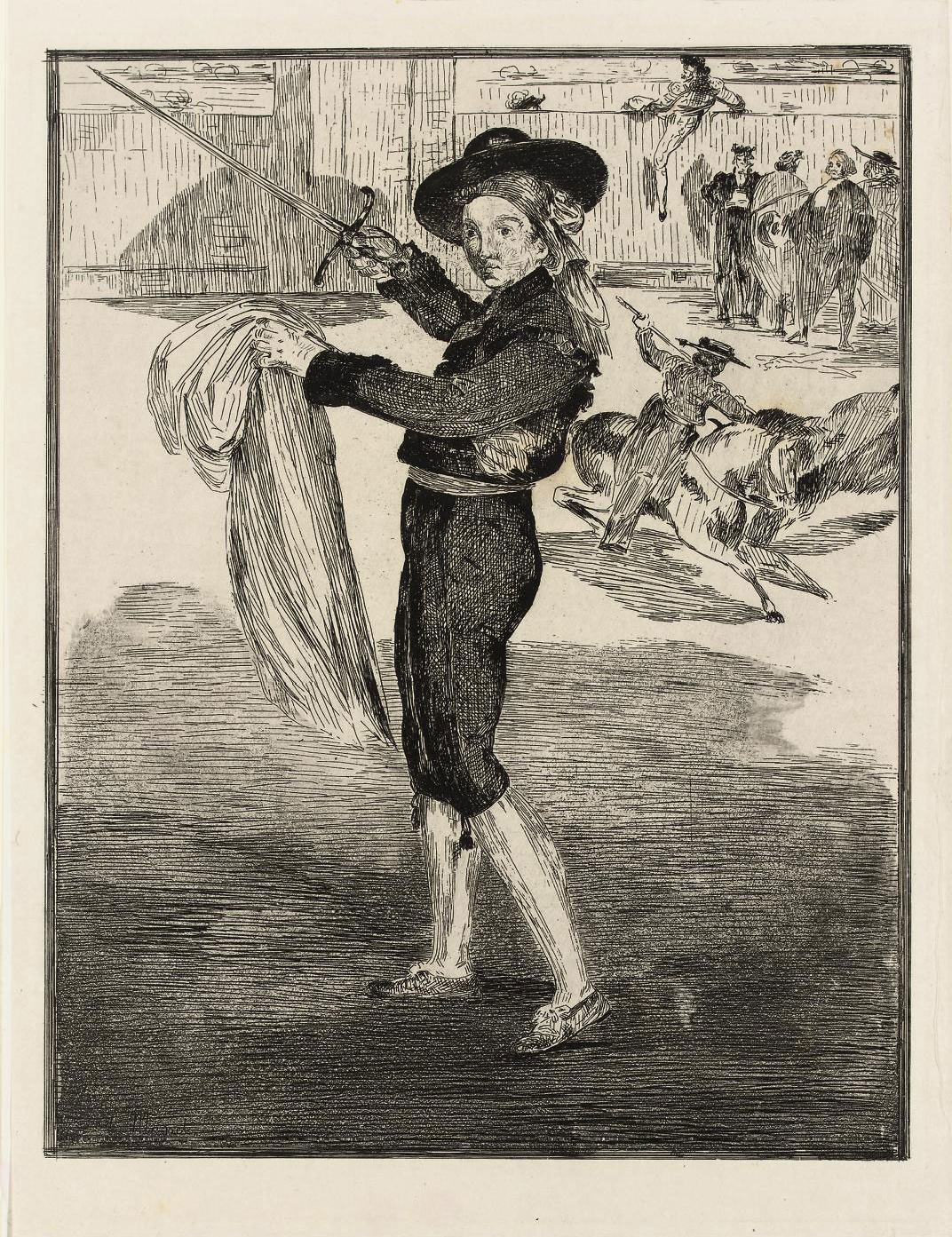
ets van het schilderij
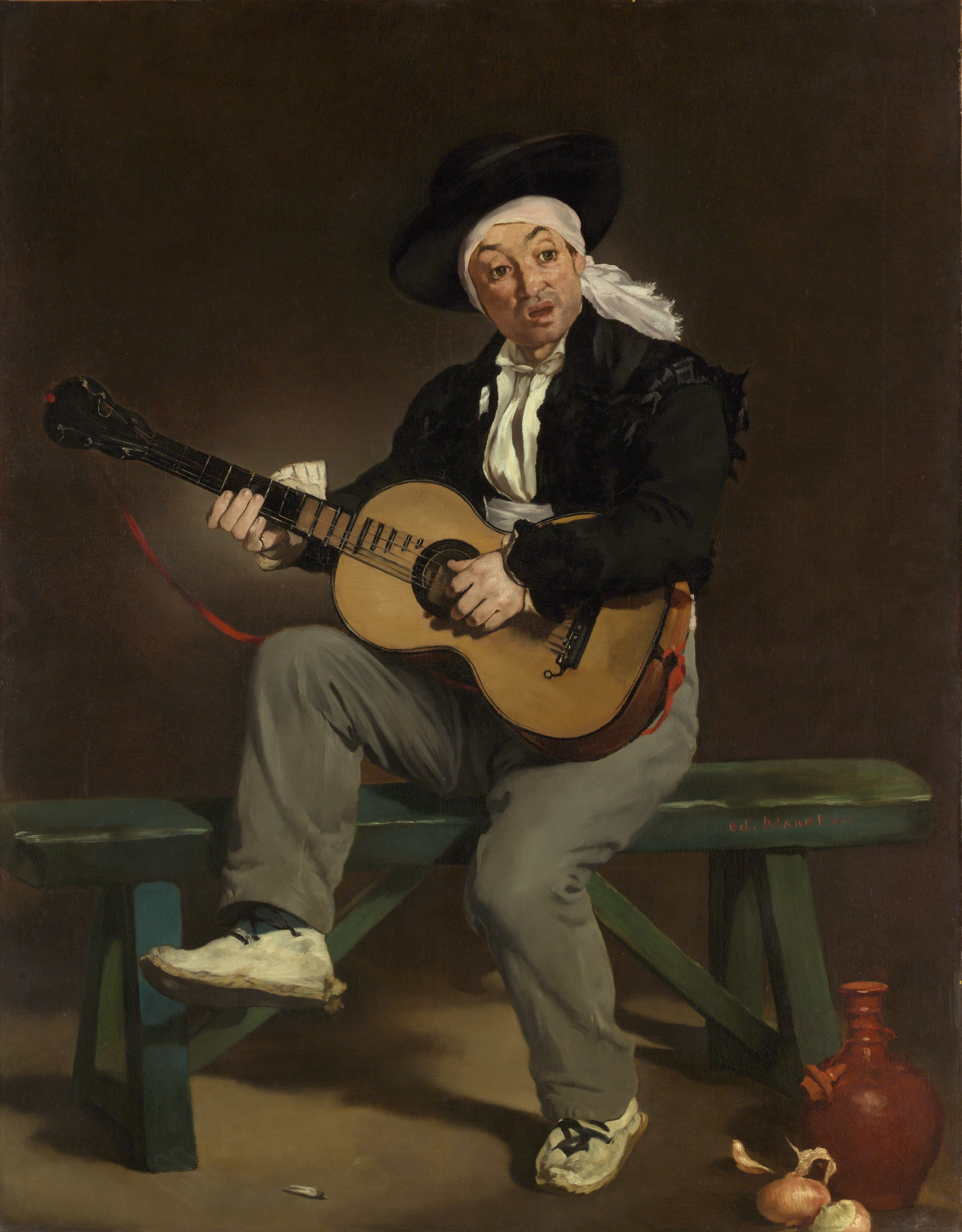
De Spaanse zanger (1860)
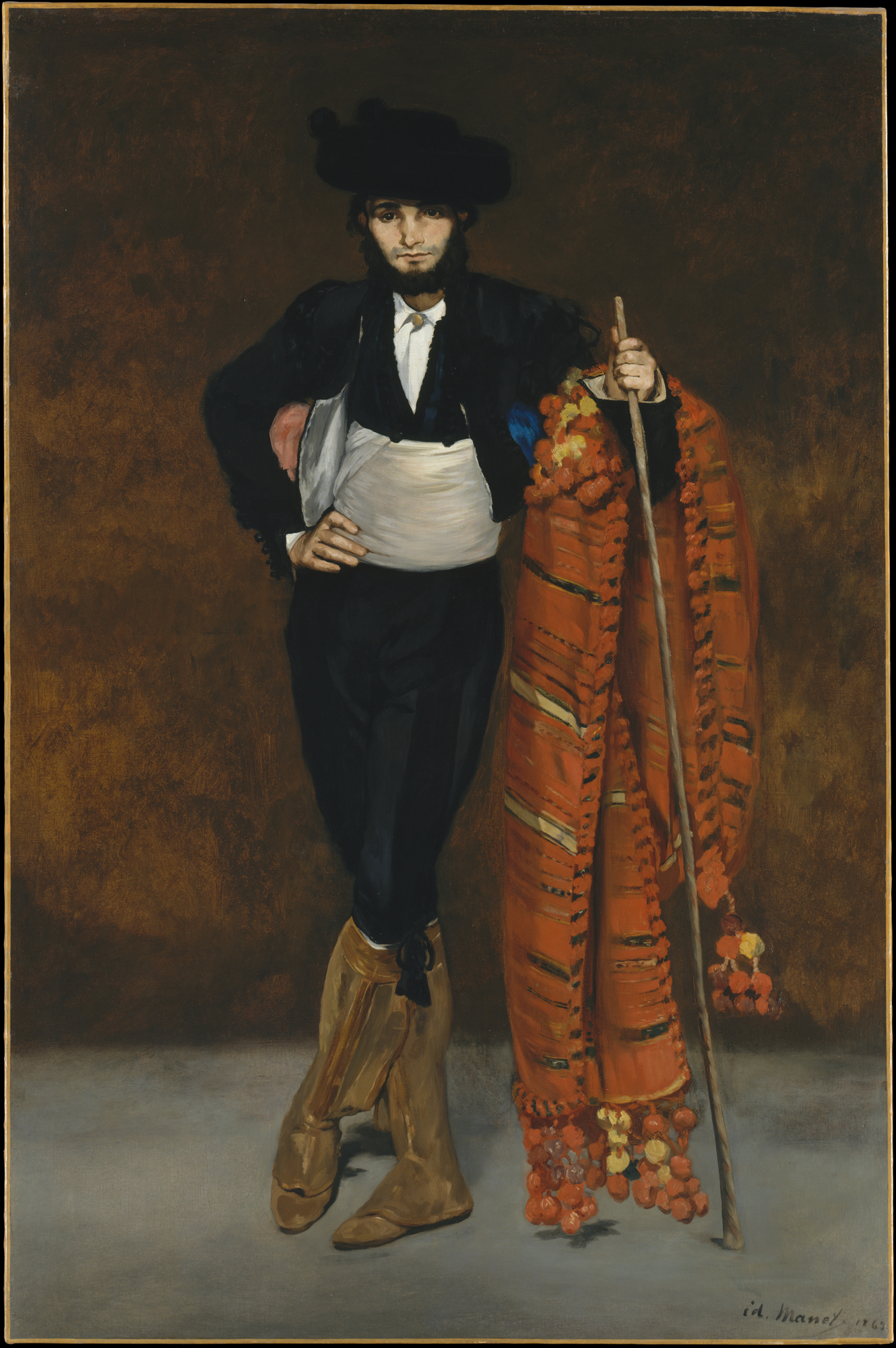
Jongeman in het kostuum van een majo (1863)